# 宽距凤仙花
宽距凤仙花（学名：Impatiens platyceras）是凤仙花科凤仙花属的植物，为中国的特有植物。分布于中国大陆的湖北、甘肃、四川等地，生长于海拔2,000米至3,200米的地区，一般生于山坡林下阴湿处，目前尚未由人工引种栽培。